# مضخة غاطسة

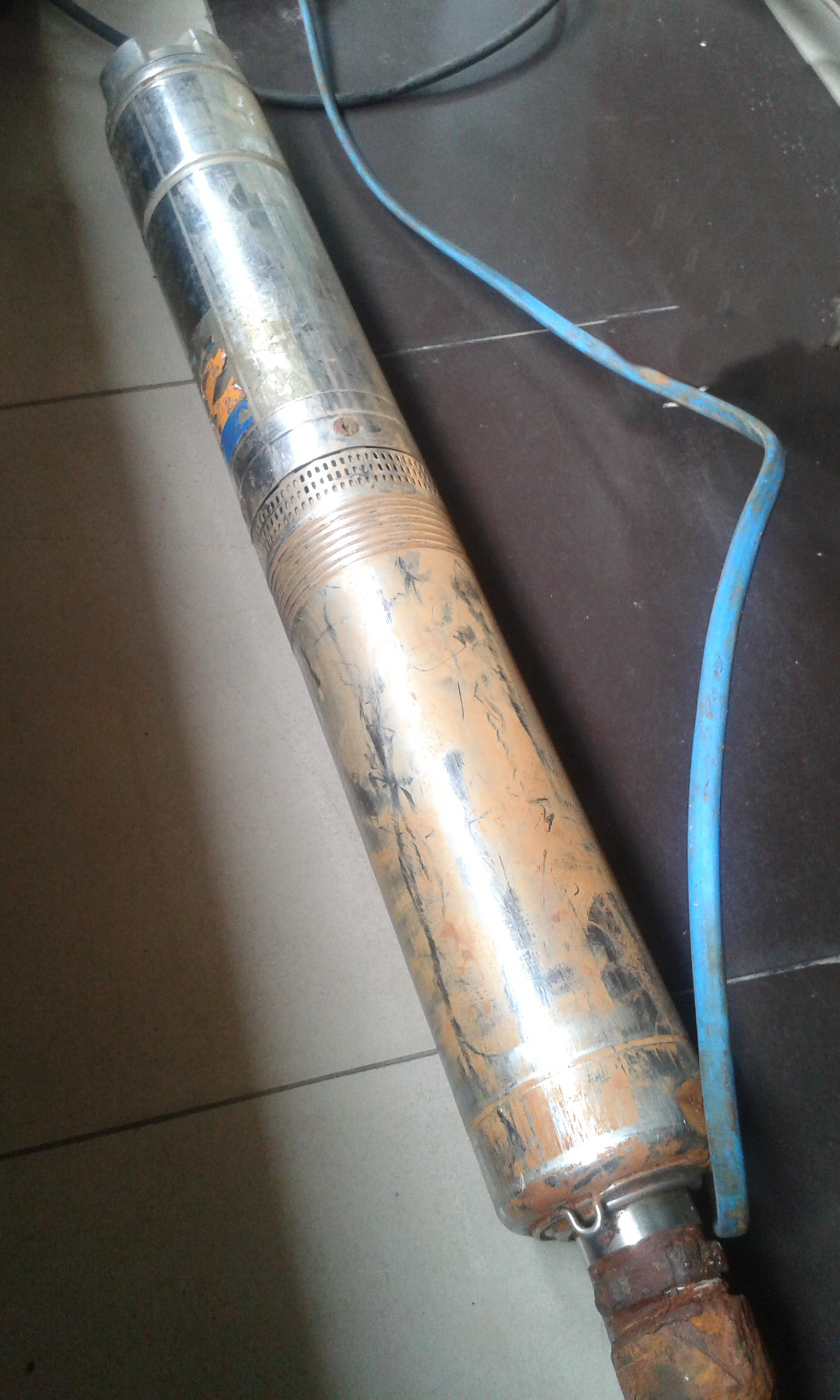
مضخة غاطسة بقدرة 0.75 حصان كانت تستخدم لستخراج المياه الجوفية

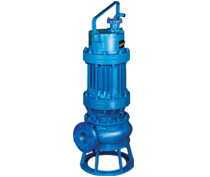
أحد أنواع المضخات الغاطسة الصناعية. (يدون أنبوب التخريج والكابل الكهربائي)

مضخة غاطِسة أو مغمورة  (بالإنجليزية Electric Submersible Pump (ESP)). المضخة الغاطسة الكهربائية هي عبارة عن جهاز يستخدم لنقل السوائل من مكان إلى آخر مُشابهةً للمضخة التقليدية ولكن تختلف المضخة الغاطسة بأنها تُغمر بأكملها في السائل المراد ضخه فتدفعه إلى السطح. فهي تحتوي على محرك كهربائي معزول جيدًا ومُحكَم الإغلاق كي لا يتسرب السائل له ويوصل ميكانيكيًا بجسم المضخة.الميزة الرئيسية لهذا النوع من المضخات أنها تمنع تكهُّف المضخة، وهي مشكلة مرتبطة بفرق الضغط الكبير بين المضخة وسطح السائل تؤدي إلى ضرر العَنَفَات.دفعه إلى السطح.المضخة الغاطسة الهيدروليكية (بالإنجليزية Hydraulic (Submersible Pump (HSP) نوع آخر أيضا للغاطسات بدلًا من استخدام المحرك الكهربائي يستخدم سائل مضغوط من السطح لدفع محرك هيدروليكي في أسفل البئر وتستخدم هذه الطريقة في حقول النفط حيث يُشفط الزيت الخام من البئر النفطي عن طريق الماء الساخن كدافِع باعتباره السائل المضغوط على السطح.
عادةً ما يتم تشغيل المضخات كهربائيًا، ولهذا يشار إليها باسم المضخات الغاطسة الكهربائية (ESP) و إذا كانت تعمل هيدروليكيًا، يشار إليها باسم المضخات الغاطسة الهيدروليكية (HSP).

## تاريخيًا
في عام 1928م نجح المخترع ومهندس أنظمة إيصال النفط، الأرمني أرميس أروتونوف في تركيب أول مضخة نفطية غاطسة في أحد حقول النفط.  وفي عام 1929م قامت شركة بليجر بومبس (Pleuger Pumps) المعروفة اليوم باسم بليجر للصناعة (Pleuger Industries) بتطوير تصميم المضخة التوربينية الغاطسة وبالتالي تُعَد بليجر إحدى الشركات الرائدة في صناعة المضخات الغاطسة متعددة المراحل. 

## مبدأ العمل
تُعَد المضخات الغاطسة الكهربائية ذات المراحل المتعددة مضخات طرد مركزي من النوع العمودي. حيث يُضغط السائل ويُدفع بواسطة دفَّاعة فتتحول الطاقة الحركية للدَّفاعة إلى طاقة ضغط فيتدفق السائل.
أما في حالة المضخة الغاطسة الهيدروليكية فمحركها هيدروليكيًا وليس كهربائيًا، وقد يكون هذا المحرك إمّا في دورة مغلقة لا يُراد أن يختط فيها السائلان، أي (لإبقاء المائع الدافِع منفصلًا عن المائع المدفوع). وإمّا في دورة مفتوحة لا بأس باختلاط السائلان فيها، أي (حتى وإن اختلط المائِع الدافِع مع المائع المدفوع من أسفل البئر سوف يتم فصلهما لاحقًا على السطح).
يوصَل مِحوَر دوران المضخة في الجزء السفلي منها بحامي ميكانيكي. تدخل السوائل إلى المضخة من ناحية الشفط ويتم رفعها بواسطة المراحل المتعددة للمضخة. وتشمل الأجزاء الأخرى كراسي التحميل الموزعة على طول المِحور، مما يوفر دعمًا إضافيًا لمحور دوران المضخة. تشغَل هذه المحامِل جزءًا من القوة الناشئة في المضخة، ولكن يتم امتصاص معظم القوة الناشئة بواسطة محمل حامي.
من أنواع المضخات الغاطسة أيضًا هو النوع اللولبي (screw-type submersible pumps)، حيث يوجد فيها لولب فولاذي ويعتبر العنصر الأساسي فيها. باستخدام اللولب تستطيع المضخة العمل في الماء الملوّث والذي يحتوي على نسبة عالية من الرمل والشوائب الميكانيكية الأخرى.

## تطبيقات العمل
تتواجد المضخات الغاطسة في العديد من التطبيقات. على سبيل المثال تُستخدم المضخات ذات المرحلة الواحدة لضخ مياه الصرف الصحي والسوائل الصناعية عامةً. أما المضخات الغاطسة متعددة المراحل فعادةً ما يتم وضعها في أسفل الآبار لاستخدامها في استخراج المياه للمناطق السكنية والتجارية والبلدية والصناعية، وللآبار النفطية أيضًا.
من الاستخدامات الأخرى للمضخات الغاطسة أيضًا أنها تتواجد في محطات معالجة مياه الصرف الصحي، ومعالجة مياه البحر، ومكافحة الحرائق، وحفر آبار المياه والآبار العميقة، ومنصات الحفر البحرية، ونزح المياه من المناجم، وأنظمة الري.
يجب أن تُصمم المضخات التي ستعمل في المواقع الكهربائية الخطرة والتي سوف يتم استخدامها مع سوائل قابلة للاشتعال أو مع ماء قد يكون ملوث بسوائل قابلة للاحتراق بحيث لا يمكن أن تُشعِل المضخة هذه السوائل أو الأبخرة عندما يصدر منها أي شرر كهربائي.

## استخدامها في آبار النفط
تُستخدم المضخات الغاطسة في عمليات إنتاج النفط لفعَاليتِها مقارنةً بعملية الإستخراج الميكانيكية (الرفع الميكانيكي)، فالغطاسات قادرة على العمل عبر نطاق واسع من مستويات التدفق العالية والأعماق.  
يتكون نظام المضخة الغاطسة من عناصر سطحية أو -خارجية- (أي على سطح الأرض حيث توجد في منشأة الإنتاج، كمنصات النفط مثلًا). وعناصر تحت سطحية أو -داخلية- (أي تحت سطح الأرض حيث توجد في حفرة البئر ). ومن العناصر السطحية هي وِحدة التحكم بسرعة المحرك (غالبًا ما تكون محول التردد)، والكابلات الخارجية ومحولات الجهد. أما العناصر الموجودة تحت السطح فأثناء تواجدها على السطح يتم إنزالها حتى نهاية البئر عن طريق ربطها بسلسلة من الأنابيب.
توصل المضخة بمصدر تيار متردد عالي الجهد (3 إلى 5 كيلو فولت) حيث يكون المصدر على السطح والمحرك تحت السطح. حتى وقت قريب كان تركيب المضخات الغاطسة مُكلِفًا بسبب الحاجة إلى كابل كهربائي يمتد من المصدر حتى المحرك ثم لابد من لف الكابل حول الأنابيب التي يتم إنزالها في البئر ثم يتصل ببعضه البعض عند كل مِفصل أنبوب. أما في الوقت الحاضر تستعمل الأنابيب الملفوفة (coiled tubing umbilicals) فهذا النوع من الأنابيب يسمح بنشر كلٌ من الأنابيب والكابلات الكهربائية باستخدام مجموعة واحدة فقط من الأنابيب الملفوفة. ويمكن أيضًا أن تتضمن كابلات لبيانات الاستشعار والتحكم أي ليس حكرًا على كابل الطاقة فقط.
غالبًا ما تحتوي العناصر الموجودة تحت السطح على جزئين اثنين هما المضخة والمحرك، يتواجد المحرك في أسفل البئر فيقوم بتدوير عمود محور الدوران المتصل ميكانيكيًا بعَنَفَات المضخة لرفع السوائل عبر أنابيب الإنتاج إلى السطح. يجب التأكد من أن تعمل هذه العناصر بكفاءة عند درجات حرارة عالية تصل إلى 300 °ف (149 °م) وضغط عالي يصل إلى 5000 رطل (34 ميجا باسكال) وأن تتحمل أعماق الآبار التي يصل عمقها إلى 12,000 قدم (3.7 كـم) وأيضًا أن تستوعِب طاقة عالية تصل قوتها إلى 1000 حصان (750 كيلوواط).
يستعمل للآبار النفطية المضخة الغاطسة ذات المراحل المتعددة ويمكن تحديد عدد المراحل بما يتوافق مع متطلبات التشغيل. فتحتوي كل مرحلة على دفّاعة وناشِر (diffuser). توصل كل دفّاعة بمحور الدوران فتعمل على تسريع السائل باتجاه الخارج. ثم يدخل السائل إلى ناشر ثابت أي غير متصل بمحور الدوران ويحتوي على عنفات تقوم بتوجيه السائل نحو المرحلة الأخرى لتكرار العملية فحينئذٍ يرتفع ضغط السائل عبر مراحل المضخة حتى يصل إلى القمة.
تُصنّع المضخات بأقطار مختلفة تبدأ من 90 ملم (3.5 بوصة) إلى 254 ملم (10 بوصة) ويتراوح طولها بين 1 متر (3 قدم) إلى 8.7 متر (29 قدم). عادةً ما يستخدم لتشغيل هذه المضخات محرك حثي ثلاثي الأطوار مع عضو دوار ذو القفص السنجابي، بمعدل قدرة بين 7.5 كيلوواط إلى 560 كيلوواط (بتردد 60 هرتز). 
أثناء تجميع عناصر المضخات الغاطسة مع بعضها البعض قد يوضع أيضًا بعض المواد الأخرى منها: موانع تسرب تركب على العمود الواصل بين المحرك المضخة. حواجز لمنع دخول الرمال وفاصِل موائِع عند مدخل المضخة لفصل الغاز والزيت والماء. 
تقل كفاءة المضخة الغاطسة كثيرًا عند تواجد الكثير من الغاز، أكبر من ما يقارب 10% من حجمها عند مدخل المضخة، لذلك قد يكون من المهم أن يُفصل الغاز عن الزيت قبل دخوله المضخة.
تحتوي بعض المضخات الغاطسة على فاصل للماء والزيت يسمح هذا الفاصل بإعادة حقن الماء في قاع البئر. حيث أن بعض الآبار تنتج ما يصل إلى 90% من المياه، وكما أن استخراج السوائل ذو تكلفة عالية، فعليه عند إعادة حقن المياه قبل رفعها إلى السطح يمكن أن يقلل من استهلاك الطاقة وهذه الطريقة أفضل اقتصاديًا. ونظرًا لسرعة المضخات الغاطسة العالية التي تصل إلى 4000 دورة في الدقيقة (67 هرتز) والممرات الداخلية الضيقة فهي لا تتحمل المواد الصلبة مثل الرمل.
جدير بالذكر أن هناك ما لا يقل عن 15 علامة تجارية للمضخات الغاطسة تستخدم في حقول النفط حول العالم.

## كابل المضخة الغاطسة

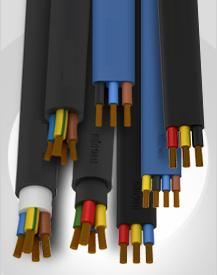
مثال لبعض أنواع الكابلات المصنوعة من مادة PVC والمطاط

كابلات المضخات الغاطسة هي عبارة عن موصلات كهربائية مصممة للاستخدام في الأراضي الرطبة أو تحت الماء، مع الأخذ بعين الإعتبار الظروف والبيئة التي تتواجد بها المضخة.   
كابل المضخة الغاطسة مُنتج خصيصًا للاستخدام مع المضخات الغاطسة المتواجدة في أعماق الآبار وعليه ستكون بيئة موقع عمله صعبة وضيقة للغاية، أو قد يكون في ظروف أخرى مماثلة قاسية أيضًا. لذا يجب أن يكون الكابل لهذه الأنواع من التطبيقات قويًا وذو كفاءة عالية.
يستفاد من البنية القوية لكابل المضخة الغاطسة أنه يمكن استعماله في كلٍ من المياه المالحة والعذبة وأنه قابل للدفن مباشرةً أو يُصَب مع خرسانة جِدار البئر. تعتبر أماكن تواجد كابل المضخة الغاطسة محدودة ماديًا لذا يتوجّب على الشركات المصنعة للكابلات أن تضع هذه العوامل في الاعتبار لتحقيق أعلى درجة كفاءة ممكنة.
يمكن أن يختلف حجم وشكل كابل المضخة الغاطسة بناءاً على دواعي الاستعمال وتعليمات مشغِّل المضخة. تصنع كابلات المضخة بأنواع مختلفة للموصلات فقد تكون أحادية أو متعددة الأطوار وقد تكون مسطحة أو مستديرة. وهناك بعض الأنواع تحتوي على أسلاك للتحكم إضافةً لأسلاك الطاقة الرئيسية لتشغيل محرك المضخة. غالبًا ما تكون الموصلات مصنفة بألوان مختلفة لتحديد هويتها، ويمكن أيضًا تصنيف غلاف الكابل الخارجي بألوان معينة.

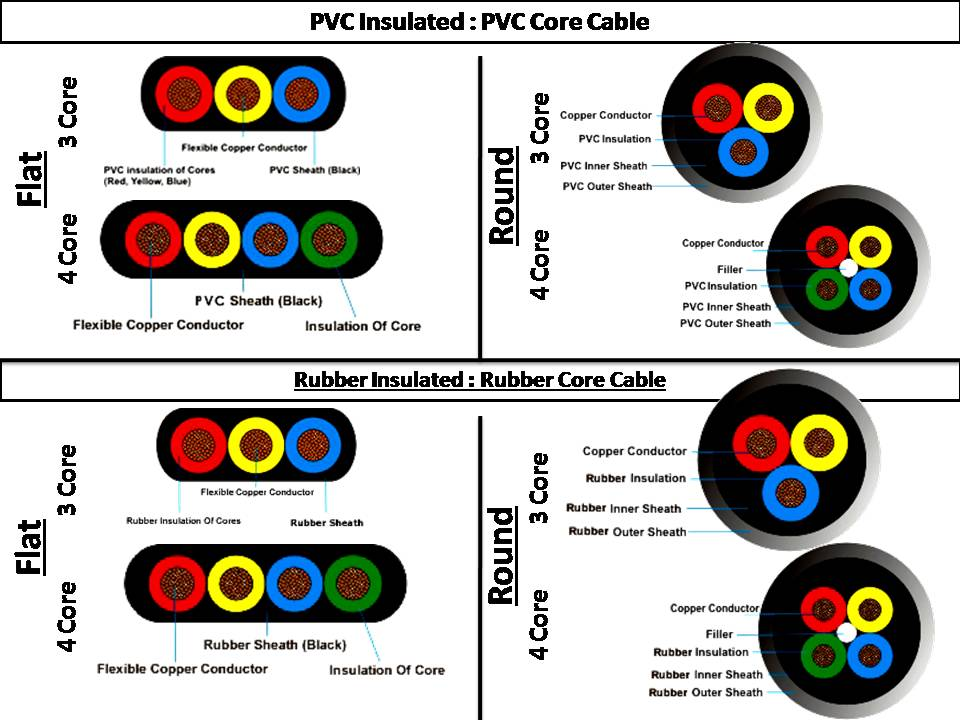
مقطع عرضي لأنواع مختلفة لكابل المضخة الغاطسة